# Ludwig Mauthner
Ludwig Mauthner,  född 13 april 1840 i Prag, död 20 oktober 1894 i Wien, var en österrikisk oftalmolog, som blev medicine doktor 1861, docent i oftalmiatrik vid Wiens universitet 1864, ordinarie professor i samma ämne vid Innsbrucks universitet 1869 och bosatte sig 1877 åter i Wien, där han 1894 kallades till ordinarie professor.

## Biografi
Mauthner var son till en rik judisk fabrikör i Prag och var bror till poeten Josef Mauthner, fabrikören och politikern Max von Mauthner, ägare till Wienersdorfer Malzfabrik Mauthner och advokat Philipp von Mauthner.
Han studerade medicin vid Wiens universitet och doktorerade där 1861. Han genomförde sedan studieresor till London, Utrecht (till Franciscus Donders), Paris och Berlin (till Alfred Graefe). Efter sin habilitering 1864 var han privat lektor i oftalmologi vid Wiens universitet och assistent till Eduard Jäger von Jaxtthal. Jäger stödde honom (han kallade honom ett geni) och gav honom fria händer i sin forskning, så att han kunde ägna sig mycket åt neuroanatomi. Hans lärobok om oftalmoskopi blev en stor internationell framgång.
I sitt första äktenskap var Mauthner gift med Gabriele Jelinek, i sitt andra äktenskap med Rebecca Brodskyj. Hon var syster till den ukrainske entreprenören Lasar Brodskyi och var en av de rikaste kvinnorna i det ryska riket.
År 1869 blev Mauthner den förste professorn i oftalmologi i Innsbruck, men gav upp professuren 1877 för att återvända till Wien. Han såg för liten potential för sin forskning i Innsbruck och lämnade redan 1873/74 in en ansökan om entledigande från sin professur, som han vidhöll 1876, även om man försökte att behålla honom kvar i Innsbruck. Hans efterträdare i Innsbruck blev Isidor Schnabel. 
Mauthner öppnade en praktik i Wien och byggde upp ett gott rykte som ögonkirurg. Dessutom undervisade han som privatlektor vid universitetet (Venia Legendi beviljades honom igen strax efter hans återkomst), blev chef för ögonavdelningen vid General Polyclinic i Wien och 1893 dess biträdande direktör. År 1894 blev han professor i oftalmologi och ledde den första ögonkliniken vid Universitetet i Wien. Emellertid dog han av en hjärtinfarkt under natten till 20 oktober 1894, innan han tagit över lärostolen. Mauthner fick sin sista viloplats på den gamla judiska delen av Wiens centralkyrkogård.

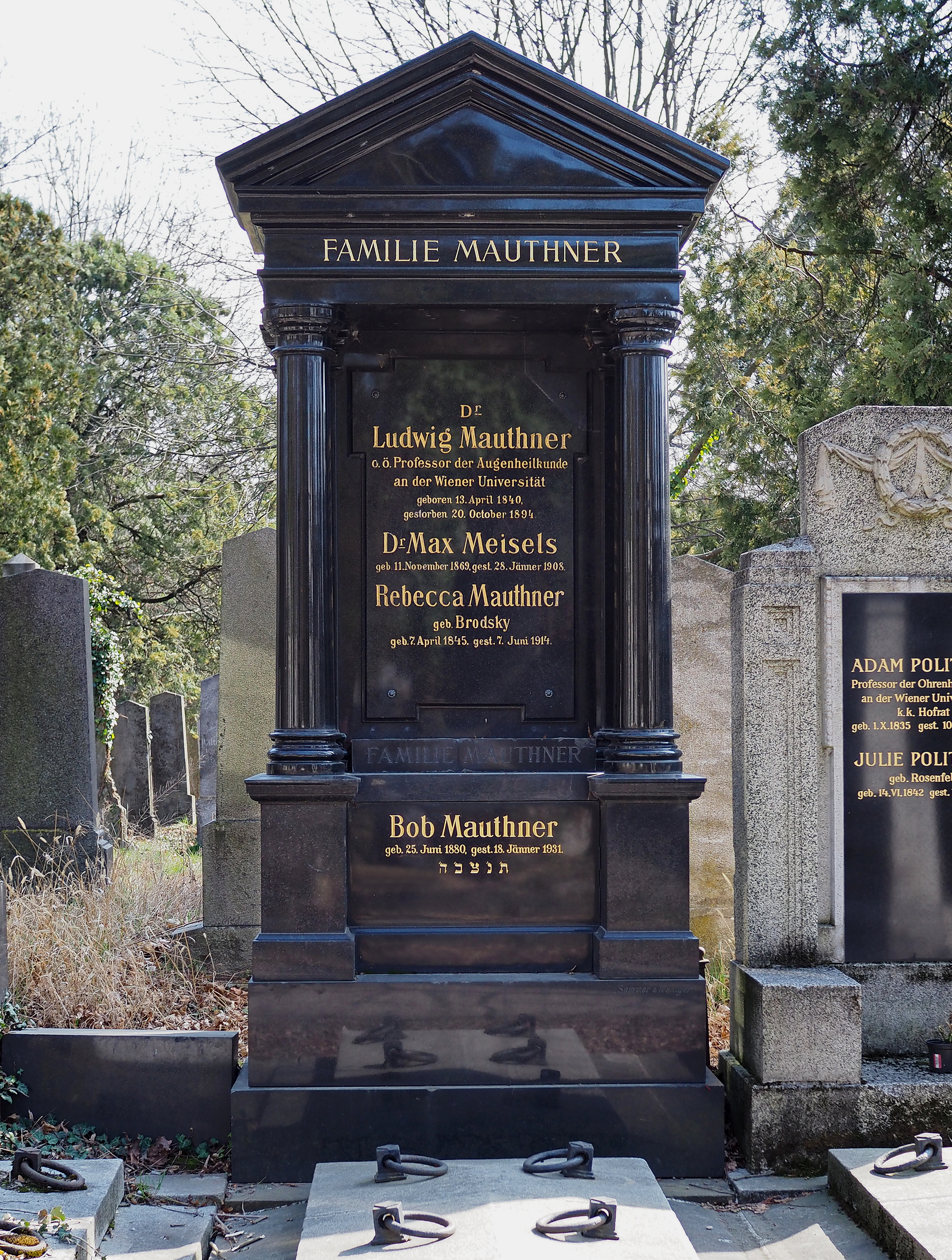
Ludwig Mauthners grav på Wiens centralkyrkogård.

## Vetenskapligt arbete
Mauthner ansågs vara en utmärkt lärare, vars kurser till exempel om avvikelser i refraktion och ackommodation och störningar i ögonrörlighet även lockade utländska elever, och från honom kommer flera monografier och läroböcker om oftalmologi, till exempel ofta oftalmoskopi, brytningsteori och ögonförlamning. Direkt i början av sin karriär gjorde han sig ett namn genom att undersöka ögats inre baksida med en ögonspegel (oftalmoskopi) i både friska och sjuka ögat och undersökte brytningsavvikelser. Han introducerade nya metoder inom ögonkirurgi, till exempel öppnandet av ögonvitan under glaukomkirurgi. Han publicerade också rapporter om sjukdomar som påverkade ögat och hjärnan och behandlade sympatiska ögonsjukdomar.
Han gjorde sig också ett namn som neuroanatomist. År 1859 upptäckte han två stora celler ("Mauthnerceller") i nervsystemet hos fisk och amfibier, var och en ansluten till stora axoner längs ryggraden som svarar för skräckreflexen. I sin avhandling om neurohistologi 1863 utmärkte han nervceller enligt deras morfologi efter att ha färgat dem med karmin. Uppsatsen hade en långtgående effekt, men de viktigaste resultaten visade sig senare vara artefakter.
Mauthner var den första att beskriva choroideremia, en ärftlig sjukdom som leder till progressiv degeneration av näthinnan hos män och ett tidigare använt test för färgblindhet namngavs efter honom och Mauthnerskabb (Axolemm).

## Utmärkelser och hedersbetygelser

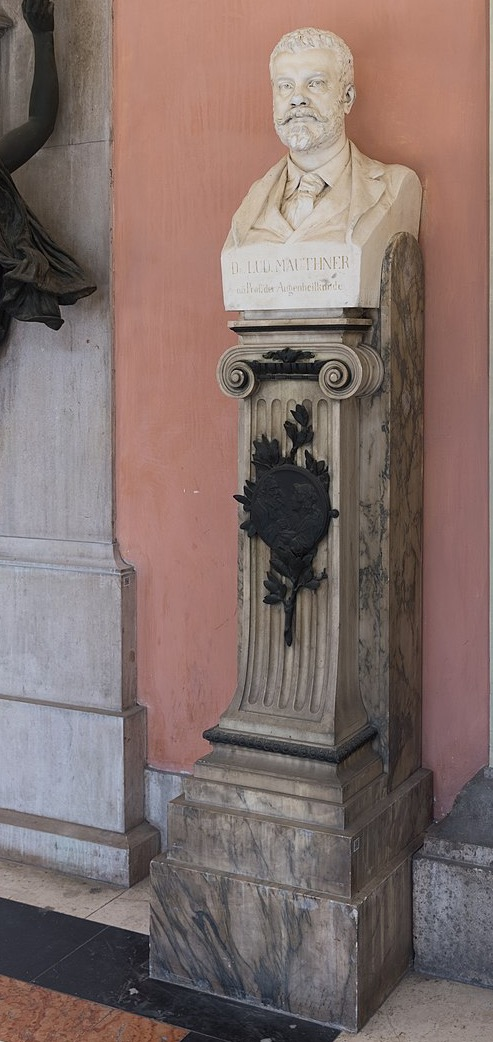
Byst av Ludwig Mauthner i arkadgården vid Wiens universitet.

Sedan 1899 har en byst av Mauthner, skapad av Rudolf Weyr, stått på den arkadgården vid Wiens universitet – universitetets Hall of Fame. Som en del av "utrensningar" av nationalsocialisterna i början av november 1938 revs eller skändades tio skulpturer av judiska eller förment judiska professorer i arkadgården med färg i samband med "Langemarck-firandet". Redan då hade den tillförordnade rektorn Fritz Knoll initierat en recension av arkadgårdens skulpturer. På hans instruktioner togs femton monument bort och lagrades i en depå, inklusive Ludwig Mauthners. Efter krigsslutet 1947 restes alla skadade och borttagna monument på arkadgården.